# ديف أدولف
ديف أدولف (بالإنجليزية: Dave Adolph)‏ هو لاعب كرة قدم أمريكية أمريكي، ولد في 6 يونيو 1937 في آكرون في الولايات المتحدة، وتوفي في 12 فبراير 2017 في دبلن في الولايات المتحدة.